# 芥叶蒲公英
芥叶蒲公英（学名：Taraxacum brassicaefolium）为菊科蒲公英属的植物。分布在俄罗斯远东地区乌苏里以及中国大陆的黑龙江、内蒙古、辽宁、吉林等地，常生于林缘、河边和路旁，目前尚未由人工引种栽培。